# Rasmus Lindgren
Rasmus Lindgren, född 29 november 1984 i Landskrona, är en svensk före detta fotbollsspelare.
Han har tidigare spelat för Landskrona BoIS, AFC Ajax och FC Red Bull Salzburg. Han är son till den mycket framgångsrika ungdomstränaren Bernt "Linkan" Lindgren som har fostrat flera talanger i Landskrona BoIS. 

## Klubbkarriär
Lindgren lämnade Landskrona BoIS redan som 18-åring för att spela i AFC Ajaxs ungdomslag. Efter åren i Groningen återvände han till AFC Ajax som ersättare för Hedwiges Maduro som lämnade för Valencia CF. Han spelade därefter för Red Bull Salzburg och återigen Groningen.
I maj 2016 värvades Lindgren av BK Häcken. Inför säsongen 2017 blev han utsedd till klubbens lagkapten. Efter säsongen 2021 avslutade Lindgren sin fotbollskarriär.
I juni 2022 återupptog Lindgren tillfälligt sin fotbollskarriär när han blev Lindgren för IF Väster, då i division 4.    

## Landslagskarriär
Lindgren har spelat nio U21-landskamper för Sverige. Den 29 januari 2008 togs han för första gången ut i A-landslaget för en träningsmatch mot Turkiet den 6 februari 2008.

## Meriter
- Nio U21-landskamper
- Två A-landskamper

## Säsongsfacit: seriematcher / mål
- 2002–2002: 0 / 0 (i Landskrona)
- 2002–2003: ? / ?
- 2003–2004: ? / ?
- 2004–2005: 4 / 0 (i Ajax)
- 2005–2006: 32 / 3 (i Groningen)
- 2006–2007: 30 / 0
- 2007–2008: 20 / 1
- 2007–2008: 11 / 2 (i Ajax)
- 2008–2009: 22 / 2
- 2009–2010: 6 / 1
- 2010–2011: 15 / 1
- 2011–2012: 20 / 1 (i Red Bull Salzburg)